# 후즈키 미요
후즈키 미요(일본어: ふづき 美世 ふづき みよ[*], 7월 28일 - )는 전 다카라즈카 가극단 하나구미 톱여역이다.
사이타마현 쿠키시, 토호제2고등학교 출신이다. 키 159cm, 애칭은 "후-"이다.

## 약력
1993년, 다카라즈카 음악학교에 입학하였다.
1995년, 다카라즈카 가극단 81기생으로 입단. 호시구미 공연 「국경 없는 지도」로 초무대. 그 후, 하나구미에 배속되었다.
1999년, 아이카 미레ㆍ오오토리 레이 톱콤비 대극장 오히로메 공연 「새벽의 서곡」으로 신인공연 첫 히로인. 그 후 3번에 걸쳐 신인공연 히로인을 맡았다.
2001년 9월 1일자로 소라구미로 조이동하였다.
2002년, 「에이지 오브 이노센스」 (바우홀/일본청년관 공연)으로 미와 아사히와 함께 바우홀ㆍ동상공연 더블 히로인을 맡았다. 같은 해 12월 29일자로 다시 하나구미로 조이동하였다.
2003년 2월 10일자로 하나구미 톱여역에 취임. 하루노 스미레의 2번째 상대역으로, 「들바람의 피리／레뷰 탄생」으로 톱콤비 대극장 오히로메 공연을 했다.
2006년 2월 12일, 「낙양의 팔레르모／ASIAN WINDS!」 도쿄 공연 천추락을 기해, 다카라즈카 가극단을 퇴단하였다.

## 수상이력
- 2004년, 『한큐스미레회 팬지상』 - 여역상